# Cepolidae (pesci)

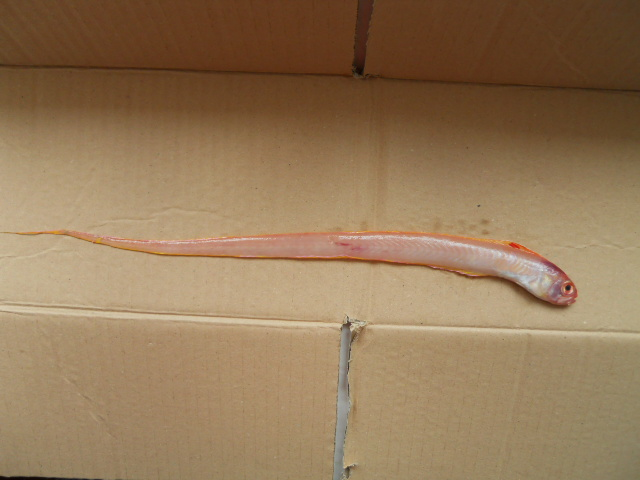
Cepola macrophthalma

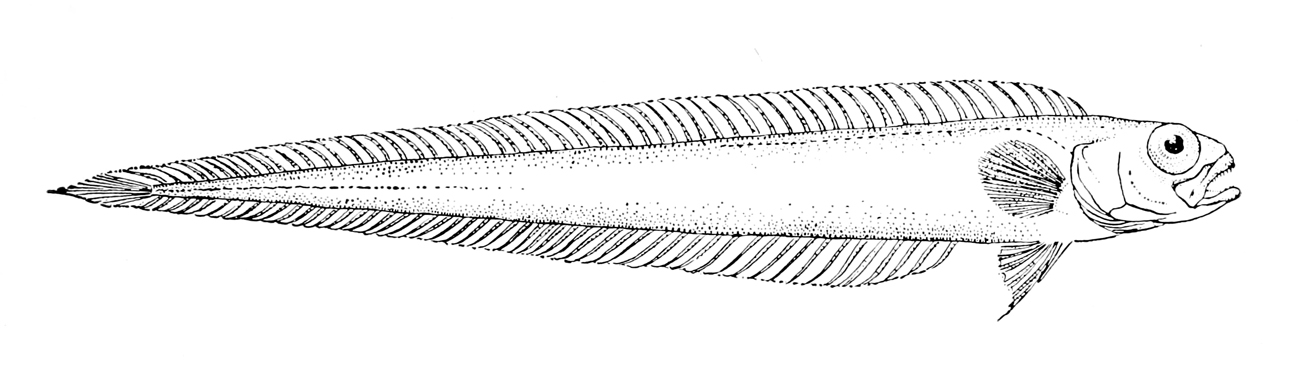
Cepola australis

I Cepolidae Rafinesque, 1815 sono una famiglia di pesci ossei marini dell'ordine dei Priacantiformi.

## Distribuzione e habitat
Questa famiglia è diffusa nell'Oceano Atlantico orientale, nell'Oceano Indiano e nell'Oceano Pacifico occidentale, dove si trova il maggior numero di specie. Popolano soprattutto i mari tropicali e subtropicali, nel mar Mediterraneo è comune Cepola macrophthalma.
I Cepolidae sono strettamente legati ai fondali sabbiosi e fangosi a una certa profondità: si incontrano di solito nel piano circalitorale e nel piano batiale.

## Descrizione
Si tratta di Percoidea dal corpo molto allungato e compresso, in molte specie sottile come un nastro e appuntito all'estremità caudale. La pinna dorsale e la pinna anale sono allungate e terminano sul peduncolo caudale ma non sono unite alla caudale, che possiede dai 9 ai 10 raggi. La bocca, più o meno grande, è armata di denti acuti. Le scaglie sono presenti ma molto piccole. La linea laterale decorre lungo il profilo dorsale del corpo, vicino alla base della pinna dorsale. Hanno un numero elevato di vertebre (65-100).
Il colore è rosso o rosa.
La misura massima è raggiunta da Cepola macrophthalma ed è di 80 cm (eccezionalmente).

## Biologia
Vivono quasi tutti infossati nel sedimento fangoso o sabbioso tranne alcune specie che hanno assunto uno stile di vita semipelagico.

## Alimentazione
La dieta è carnivora, si cibano di invertebrati planctonici.

## Riproduzione
Uova e larve sono pelagiche.

## Pesca
Sono pescate comunemente con le reti a strascico ma non hanno grande valore commerciale. La specie mediterranea viene impiegata nella frittura di paranza.

## Tassonomia
La famiglia comprende le seguenti specie:
- Sottofamiglia Cepolinae
  - Genere Acanthocepola Bleeker, 1874
    - Acanthocepola abbreviata
    - Acanthocepola indica
    - Acanthocepola krusensternii
    - Acanthocepola limbata

  - Genere Cepola Linnaeus, 1764
    - Cepola australis
    - Cepola haastii
    - Cepola macrophthalma
    - Cepola pauciradiata
    - Cepola schlegelii
- Sottofamiglia Owstoniinae
  - Genere Owstonia Tanaka, 1908
    - Owstonia dorypterus
    - Owstonia grammodon
    - Owstonia maccullochi
    - Owstonia macrophthalmus
    - Owstonia nigromarginatus
    - Owstonia pectinifer
    - Owstonia sarmiento
    - Owstonia simoterus
    - Owstonia totomiensis
    - Owstonia weberi

  - Genere Pseudocepola Kamohara, 1935
    - Pseudocepola taeniosoma

  - Genere Sphenanthias
    - Sphenanthias sibogae
    - Sphenanthias tosaensis
    - Sphenanthias whiteheadi